# В прямом эфире (телесериал)
«В прямо́м эфи́ре» (англ. On the Air) — американский телевизионный комедийный сериал, созданный Дэвидом Линчем и Марком Фростом. Сериал выходил на телеканале ABC с 20 июня по 4 июля 1992 года. Сериал рассказывается о сотрудниках вымышленной телевизионной сети 1950-х годов Zoblotnick Broadcasting Company (ZBC), которая выпускает прямую трансляцию под названием «Lester Guy Show», часто с катастрофическими результатами. Сериал произведён Lynch / Frost Productions и вышел после другого проекта студии «Твин Пикс». В США были показаны только три из семи снятых эпизодов. Первый и единственный сезон транслировался полностью в Великобритании и ряде других европейских стран.

## Сюжет
1957 год. В центре внимания нелепая и гротескная команда вымышленной телекомпании Zoblotnick Broadcasting Company (ZBC). Сюжет строится на попытках телевизионщиков из ZBC выпустить в прямой эфир развлекательную программу «The Lester Guy Show» («Шоу Лестера Гая»), которые каждый раз заканчиваются курьезным результатом.

## В ролях
- Мигель Феррер
- Иан Бьюкэнэн
- Марла Рубинофф
- Нэнси Фергюссон
- Гарри Гросманн
- Мэл Джонсон млд.

## Критика
Развлекательный сайт AV Club высказал свою точку зрения о сериале: «Комедия «В прямом эфире» наполнена привлекательными персонажами и незабываемыми странными штрихами».